# Благоево (област Велико Търново)
 За другото българско село вижте Благоево (Област Разград).  
Благо̀ево е село в Северна България, община Стражица, област Велико Търново.

## География
Село Благоево се намира в най-северната част на Предбалкана, в близост до най-южната част на прехода между средната и източната Дунавска равнина. Отстои на 3 – 4 km южно от общинския център град Стражица и 30 – 31 km североизточно от областния център Велико Търново. Минаващият през Благоево общински път – негова главна улица в границите му – го свързва на северозапад с третокласния Републикански път III-4005 и Стражица, а на изток – през селата Владислав и Балканци – с първокласния Републикански път I-4 (съвпадащ с Европейски път Е772) и село Кесарево.
На около 1,5 km на запад от селото тече Голяма река, а на север край него има възвишения. Благоево е застроено предимно по полегатия склон от тези възвишения към водосливното понижение в южната част на селото, отвеждащо валежните води на запад към реката.
Надморската височина на площада в центъра на Благоево е около 124 m. В близост до това място, южно от пътя стои към 2019 г. неизползваемата стара църква, повредена през 1986 г. от земетресението с магнитуд 5,7, известно като „стражишкото земетресение“, причинило разрушения в селото. Срещу нея северно от пътя е новата църква „Свети Архангел Михаил“.
Населението на село Благоево, наброявало 1044 души към 1934 г., постепенно намалява до 328 към 2018 г.
При преброяването на населението към 1 февруари 2011 г., от обща численост 372 лица, за 262 лица е посочена принадлежност към „българска“ етническа група, за 52 – към „турска“, за 39 – към ромска, за 9 – към други, а за останалите – не се самоопределят или не е даден отговор.

## История
Старото име на селото е Ревиш. Преименувано е през 1893 г. на Мария-Луизино с указ 308 от 11.06.1893 г. и през 1946 г. – на Благоево с министерска заповед 6628, обнародвана на 29.11.1946 г.
За Народното основно училище – с. Благоево, Великотърновско се съхраняват документи от 1882 г. От 1944 г. то е Народно основно училище „Васил Левски“, през периодите 1959 г. – 1963 г. и 1968 г. – 1970 г. е начално училище, през 1970 г. е закрито.
През 1904 г. е учредено Народното читалище „Иван Кожухаров“.
На 8 януари 1949 г. е учредено Трудово кооперативно земеделско стопанство (ТКЗС) „Христо Ботев“ – с. Благоево, Великотърновско. През декември 1958 г. то влиза в състава на ОТКЗС „Мичурин“ – Стражица, по-късно е променено на: Колективно земеделско стопанство (КЗС) – с. Благоево, Великотърновско (1991 – 1991); Земеделска кооперация (ЗК) „Първа земеделска кооперация“ – с. Благоево, Великотърновско (1991 – 1992) и – последно –
Земеделска кооперация (ЗК) „Първа земеделска кооперация“ в ликвидация (1992 – 1995).

## Население
Преброяване на населението през 2011 г.
Численост и дял на етническите групи според преброяването на населението през 2011 г.:
|                     | Численост | Дял (в %) |
| Общо                | 372       | 100,00    |
| Българи             | 262       | 70,43     |
| Турци               | 52        | 13,97     |
| Цигани              | 39        | 10,48     |
| Други               | 9         | 2,41      |
| Не се самоопределят | 6         | 1,61      |
| Неотговорили        | 4         | 1,07      |

## Обществени институции
Село Благоево към 2019 г. е център на кметство Благоево.
В село Благоево към 2019 г. има:
- действащо читалище „Иван Кожухаров – 1904“;[16][17]
- действаща само на големи религиозни празници църква „Свети Архангел Михаил“;[5]
- пощенска станция[18].